# ان‌جی‌سی ۲۸۶
ان‌جی‌سی ۲۸۶ (انگلیسی: NGC 286) نام یک کهکشان عدسی در صورت فلکی نهنگ است.